# Isaac Sarmiento
Isaac Publio Sarmiento Martínez (Ayacucho, 11 de abril de 1960), conocido también por su seudónimo Wallpa Waccay, es un periodista y político peruano, conductor del programa musical folclórico Canto Andino. Fue congresista de la República para el periodo 2000-2001, en representación del departamento de Ayacucho.

## Trayectoria
En sus primeros años fue criado en Lucanas, en el departamento de Ayacucho.
Se inició en 1980 bajo el seudónimo Wallpa Waccay en las radios San Isidro y Santa Rosa. En 1993 se trasladó al canal estatal TV Perú y creó el programa folclórico Canto Andino, que se planificó como un piloto sobre la música andina para finalmente permanecer por siete años. Este se transmitió en horario matutino y se consolidó al emitirse en el canal privado ATV a inicios de los años 2000, y también en Global en la década siguiente. Predominan los géneros de huayno y huaylas.
Sarmiento incluyó en Canto Andino figuras conocidas, como Marisol Cavero, Dina Páucar y Sonia Morales, siendo la primera quien impulsó la programación central del canal 9 de Lima, y reportajes de pueblos rurales. Además, realizó concursos anuales de talentos de la zona y giras nacionales.
También es dueño de la cadena de restaurantes limeña El Rinconcito Ayacuchano donde se difunde música folclórica.

## Trayectoria política

### Congresista
Isaac Sarmiento inició su carrera política en las elecciones parlamentarias del 2000 como candidato al Congreso de la República por la alianza fujimorista Perú 2000 que buscaba la segunda reelección de Alberto Fujimori a la presidencia de la República. Culminando los procesos electorales, Sarmiento resultó elegido parlamentario con 19,585 votos para el periodo parlamentario 2000-2005.
Durante su carrera de congresista destacó en la legitimación de cuatro fiestas andinas en noviembre de 2000, que posteriormente se formalizó en la ley de festividades y rituales de identidad nacional.
Tras la difusión de los Vladivideos, Sarmiento renunció a la bancada de Perú 2000 y luego se integró a las filas de Perú Posible. Su mandato congresal se recortó hasta julio del 2001 tras la renuncia de Alberto Fujimori a la presidencia de la República y la asunción interina de Valentín Paniagua.